# مخطاف
المِخطاف أو الفلروب أو عَلْعَال (الاسم العلمي:Phalaropus) هو جنس من الطيور يتبع فصيلة دجاج الارض من الرتبة الزقزاقيات.